# 1946 في بلغاريا
فيما يلي قوائم الأحداث التي وقعت خلال عام 1946 في بلغاريا.

## سياسة

### تعيين في المنصب
- 23 نوفمبر – جورجي ديميتروف رئيس وزراء بلغاريا [الإنجليزية]‏.

## رياضة
- 1 يناير – كأس بلغاريا 1946 الفائز ليفسكي صوفيا.

### يناير
- 16 يناير – ليديا لازاروف
- 18 يناير – جورجي إلياف لاعب هوكي على الجليد بلغاري.

### فبراير
- 15 فبراير – بيتار ستويشيف ملاكم بلغاري.

### مارس
- 16 مارس – تومريس إينجر ممثلة تركية.
- 18 مارس – ميلكو غايدارسكي لاعب كرة قدم بلغاري.
- 26 مارس – سيميون سيميونوف لاعب كرة قدم بلغاري.

### أبريل
- 5 أبريل – جورجي ماركوف

### مايو
- 5 مايو – دافيد بريمو لاعب كرة قدم إسرائيلي.

### يونيو
- 18 يونيو – ديميتري لازاروف لاعب هوكي جليد بلغاري.
- 21 يونيو – كيريل إيفكوف لاعب كرة قدم بلغاري.

### سبتمبر
- 24 سبتمبر – أتاناس كيروف ربّاع بلغاري.